# فرناندو مورالس
فرناندو مورالس (انگلیسی: Fernando Morales) بازیکن والیبال اهل پورتوریکو، عضو تیم ملی والیبال پورتوریکو و باشگاه کراسنویارسک است.